# Senna (poezie)
Senna je vypravěčská figura v severských ságách. Je to staroislandské slovo, které znamená spor, při. Někteří badatelé[kdo?] soudí, že z tohoto slovního základu vzniklo i samotné slovo sága.[zdroj⁠?!] Pro vyprávění se zdála vhodná situace ze života, kdy šlo o spory se sousedy, válečné výpravy a podobně. Obyčejný život se zdál pro vyprávění nevhodný, proto v ságách najdeme spoustu odkazů typu „půl roku se nic zvláštního nestalo“ nebo „až po dvou letech nastalo to či ono“. Senna je spor poněkud ritualizovaný, děje se ve slovní rovině a zdá se, že pravidlem je, že mluvčí postupně napadne vždy toho, kdo se snaží obhájit předešlého.
Nejznámější je Lokasenna, neboli Lokiho pře. Zachovala se v opisu ze 13. století, ale patrně je zachycena dosti věrně, třebaže v té době už bylo oficiálním náboženstvím na Islandu křesťanství (od r. 1000, kdy je přijal sněm, zvaný Althing, mimochodem nejstarší parlament na světě, který se zachoval dodnes). V krátkosti by se dal převyprávět takto: Bůh Loki, ztělesnění zla, přichází na hostinu do Ásgardu, domova bohů (Ásové). Zde postupně obviňuje bohy z různých mravních poklesků, takže nezůstane na nikom suchá nit. Ukončí to až Thor, který místo slov pohrozí Lokimu svým kladivem. Ten sice zmizí, ale všichni mají po náladě.
Jiným druhem sporu je mannjafnadr, který by se dal označit jako mužské poměřování. Jeho příkladem může být Píseň o Hárbardovi. (Severské básně se často označují jako písně, třebaže nebyly zpívány, ale spíše dramaticky deklamovány.) Její stručný obsah je, že převozník Hárbard (Šedovousý, což je jedno z mnoha jmen nejvyššího boha Seveřanů Ódina) rozmlouvá přes záliv s pocestným, který chce převézt. Místo toho se mu dostává posměšků, které oplácí stejnou mincí. Thór (protože nikým jiným pocestný není) však nemá šanci proti výřečnějšímu Ódinovi. Nejpodstatnější část hovoru se točí kolem toho, kdo má větší zásluhy. Konec zůstává otevřený, protože Ódin nepřijme smír a Thór zase nemůže použít násilí.
Co se odehrává ve světě bohů, mívá často protipól ve světě lidí. Příkladem senny je spor sedláka Broddi Bjarnassona, který slovně napadne šest místních vládců, gódů. O tom nás zpravuje Sága o Olkofrim.
Jako mannjafjadr lze uvést vyprávění o dvou bratrech, kteří vládli Švédsku jako spoluvládci na začátku 11. století. Eystein se držel doma, kdežto Sigurd se proslavil tím, že byl prvním evropským panovníkem, který navštívil Jeruzalém po jeho ovládnutí křižáky. Z celkem nevinného špičkování o tom, kdo uměl v dětství lépe plavat, bruslit, zápasit nebo střílet z luku se vyvine vážná debata, kdo z nich pro svoji zemi udělal víc. Sigurd se chlubí válečnou slávou, již získal v cizině, kdežto Eystein namítá, že je víc, když on postavil pět kostelů a celý nový přístav, kdežto Sigurd pobíjel mouřeníny leda ďáblovi k radosti (autentické vyjádření). Sice nedospěli k jednoznačnému závěru, ten si posluchač učiní sám, ale není zaznamenáno, že by to mezi nimi vedlo k nějakému rozladění. Leckdy nálada tak smířlivá nebyla a v jiných ságách může vcelku malicherný spor vyvolat dlouhotrvající nepřátelství, vedoucí i k zabíjení.